# Graf Recke Stiftung
Die Graf-Recke-Stiftung (Eigenschreibweise Graf Recke Stiftung) ist eine gemeinnützige Stiftung im Sozialbereich mit Sitz in Düsseldorf. Sie wurde von Graf Adalbert von der Recke-Volmerstein gegründet, um sich um die Anfang des 19. Jahrhunderts zahlreichen elternlosen Kinder zu kümmern. Heute besteht die Stiftung aus drei Geschäftsbereichen mit Hilfsangeboten für Kinder, Jugendliche, psychiatrieerfahrene und behinderte sowie pflegebedürftige und alte Menschen. Die Stiftung gehört zur Diakonie Rheinland. In ihren Pflege- und Serviceeinrichtungen, Erziehungs- und Bildungsangeboten und sozialpsychiatrischen und heilpädagogischen Einrichtungen begleiten heute etwa 2900 Mitarbeiter über 5000 Menschen mit unterschiedlichem Unterstützungsbedarf.

## Geschichte
Graf Adalbert von der Recke-Volmerstein (1791–1878) kümmerte sich ab 1816 um Kinder in Not. 
1816 war das Jahr ohne Sommer; es gab Fehlernten und verbreitet Hungersnöte. 
1819 gründete er ein Rettungshaus für Straßenkinder nahe Haus Overdyck in Bochum (Westfalen), das er 1822 in die von ihm erworbene ehemalige Trappistenabtei Düsseltal östlich von Düsseldorf verlegte. Die Rettungsanstalt Düsseltal für Waisenkinder entstand. Aus der Arbeit seines Bruders ging die Stiftung Overdyck hervor.
Wegen der Industrialisierung Düsselthals wurde 1902 der Lindenhof nahe Wittlaer gekauft und die Einrichtung dorthin verlegt. In der Nähe befindet sich Theodor Fliedners Kaiserswerther Diakonie.
Im Jahr 1907 errichtete die Stiftung in Wittlaer das Heim Neu-Düsselthal. Zu diesem gehörten eine Kirche und eine Schule.

### Nachkriegszeit
Zur Kinder- und Jugendhilfe kamen 1986 die Behindertenhilfe und 1995 die Altenhilfe hinzu. 
2017 verurteilte das Landgericht Düsseldorf mehrere Pädagogen zu Strafen (teils Haftstrafen), weil sie autistische Kinder und Jugendliche in der Einrichtung an der Horster Allee 5 in Hilden systematisch misshandelt hatten. Das vorher selbstständige Tochterunternehmen Educon gemeinnützige GmbH wurde als Geschäftsbereich „Erziehung & Bildung“ wieder in die Graf-Recke-Stiftung integriert.

## Heutige Bereiche

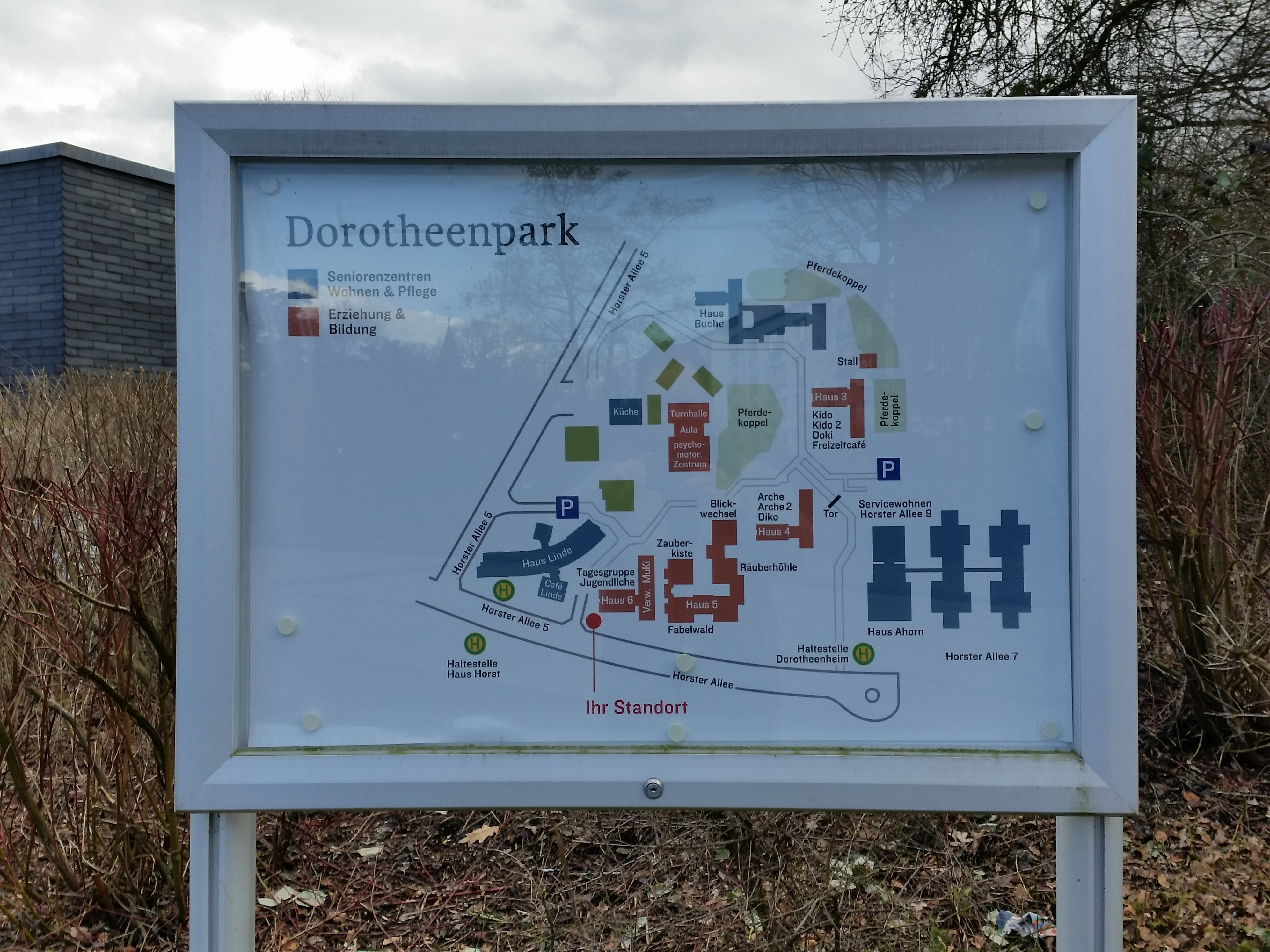
Campus Hilden (2017)

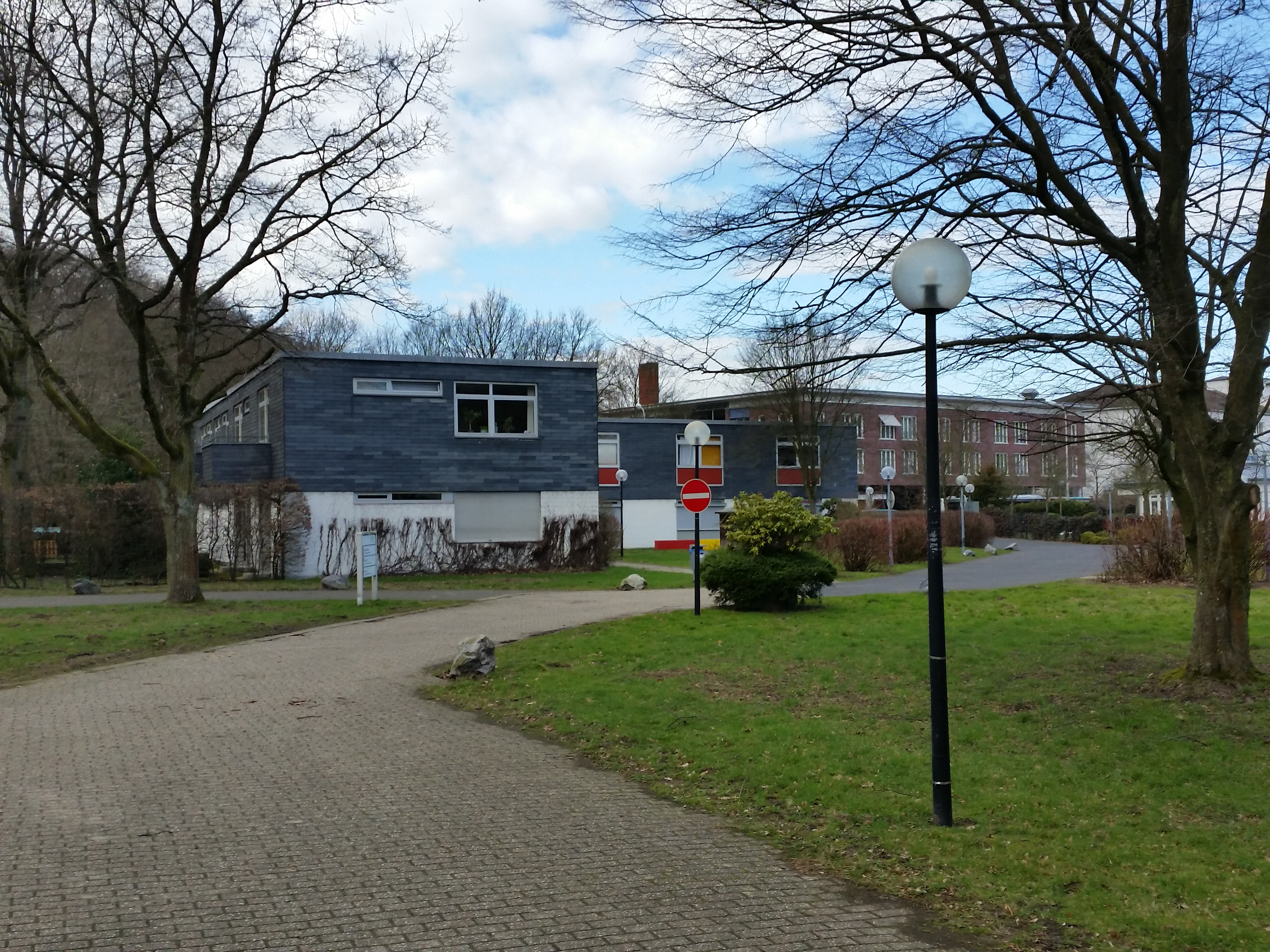
Campus Hilden (2017)

### Kinder- und Jugendhilfe
Der Geschäftsbereich Graf Recke Erziehung & Bildung steht in einer fast zwei Jahrhunderte umfassenden Tradition der Arbeit der Düsselthaler Anstalten, des Dorotheenheims in Hilden und des Mädchenheims Ratingen; er unterstützt als ältester der drei Geschäftsbereiche Kinder, Jugendliche, junge Erwachsene und deren Familien dabei, ihr Leben zu meistern. Zum Angebotsspektrum gehören Wohngruppen, Einzelbetreuung, sozialpädagogisch betreutes Wohnen, heilpädagogische Tagesgruppen, heil- und freizeitpädagogische sowie therapeutische Fachdienste, Familien- und Elternarbeit und andere Angebote für junge Menschen, zum Teil mit Behinderungen.
Gemeinsam mit den privaten Förderschulen mit den Schwerpunkten emotionale, soziale sowie geistige Entwicklung in Düsseldorf-Wittlaer, Ratingen und Wuppertal sowie der Graf-Recke-Kindertagesstätten gGmbH in Düsseldorf und Mülheim an der Ruhr bilden diese Angebote den Geschäftsbereich Graf Recke Erziehung & Bildung mit über 1600 betreuten Kindern, Jugendlichen und Familien. 2017 übernahm die Graf-Recke-Stiftung den Betrieb der heilpädagogisch-therapeutischen Einrichtungen Grünau in Bad Salzuflen und der Jugendhilfe Bielefeld-Mitte vom Evangelischen Johanneswerk e. V., Bielefeld, und führt diese als Graf Recke Pädagogik gGmbH, Region Westfalen-Lippe, weiter.

### Pflege und Service-Wohnen
In ihren Senioreneinrichtungen in Düsseldorf, Hilden und Neumünster bietet die Graf Recke Wohnen & Pflege insgesamt über 800 Plätze im stationären Bereich sowie im Service-Wohnen an. Zum heutigen Geschäftsbereich Wohnen & Pflege gehören das Walter-Kobold-Haus in Düsseldorf-Wittlaer, das Seniorenzentrum Zum Königshof in Düsseldorf-Unterrath, das Dorotheenpark-Seniorenzentrum in Hilden und die Haus Berlin gGmbH in Neumünster (Schleswig-Holstein). Seit 2014 betreibt die Graf-Recke-Stiftung außerdem im Düsseldorfer Norden den ambulanten Pflegedienst recke:mobil. Darüber hinaus bietet sie seit 2017 eine Tagespflege und eine Wohngemeinschaft für Menschen mit Demenz in Düsseldorf-Unterrath in der Nähe des Seniorenzentrums Zum Königshof.

### Sozialpsychiatrie und Heilpädagogik
Der Geschäftsbereich Sozialpsychiatrie & Heilpädagogik bietet im Sozialpsychiatrischen Verbund Menschen mit Psychiatrie-Erfahrung und im Heilpädagogischen Verbund Menschen mit geistigen als auch Mehrfachbehinderungen differenzierte Betreuungs- und Wohnformen (Wohnhäuser, Außenwohngruppen und Betreutes Wohnen), sowie unterschiedliche therapeutische Trainings- und Förderangebote im tagesstrukturierenden Bereich (ET, AT, Praxis für Ergotherapie, SPZ, Tagesstätte). Die Angebote sollen es den Betroffenen ermöglichen, in Schritten, die den aktuellen Möglichkeiten des Einzelnen entsprechen, ein selbstbestimmtes Leben (wieder) zu erlernen.

### Anstaltskirchengemeinde
Bis 2011 gab es innerhalb der Graf-Recke-Stiftung noch eine „Anstaltskirchengemeinde“. Am 22. November 2011 genehmigte die Kirchenleitung der rheinischen Kirche die Fusion der Evangelischen Kirchengemeinde bei der Graf-Recke-Stiftung mit der Evangelischen Kirchengemeinde Kaiserswerth zum 1. Januar 2012. Die seelsorgerische Arbeit der Ehren- und Hauptamtlichen der Graf-Recke-Kirche blieben der Graf-Recke-Stiftung erhalten. Auch die Gemeinderäume und die Kirche werden weiter von der Stiftung finanziert. Für die besonderen Belange der seelsorglich-diakonischen Arbeit in der Graf-Recke-Stiftung ist anstelle des vorherigen Presbyteriums ein kirchlicher Beirat verantwortlich. Ihm gehören neben den vorherigen Presbytern und einem Mitglied des vorherigen Kaiserswerther Presbyteriums auch fachkundige Mitarbeiter der Graf-Recke-Stiftung an. Gottesdienste werden weiterhin regelmäßig in der Graf-Recke-Kirche gefeiert. Seit dem 1. Januar 2012 ist sie auch Gottesdienstort für die Kaiserswerther Gemeinde. Pfarrer der Stiftung und der vorherigen Kaiserswerther Gemeinde gestalten die Gottesdienste abwechselnd.

## Schriften
- Siehe, ich stehe vor der Thür und klopfe an (Offenb. 3,20). Rettungsanstalt, Düsselthal etwa 1840 (Digitalisat)
- Gerlinde Viertel: Anfänge der Rettungshausbewegung unter Adelberdt Graf von der Recke-Volmerstein (1791–1878). Schriftenreihe des Vereins für Rheinische Kirchengeschichte, Band 110, Rheinland-Verlag GmbH, Köln 1993, ISBN 3-7927-1387-X.
- Edith Salzmann: Kinder im Abseits. Verlag Presseverband der Evangelischen Kirche im Rheinland e. V., Düsseldorf 1985, ISBN 3-87645-061-5.